# Râul Sasul, Jiu
Râul Sasul este un curs de apă, afluent al râului Izvorul. 